# Alto del Peñón
El alto del Peñón es una puerto de montaña que limita las provincias de León y de Zamora. En sus proximidades se encuentra una carretera que une la comarca leonesa de La Cabrera con la zamorana de Sanabria. Está situado a una altitud de 1886 m y forma parte del macizo Galaico-Leonés.